# Roberto Camposeco
Roberto Camposeco Marques (Ciudad de Guatemala; 6 de julio de 1941-?; 2 de diciembre de 2001) fue un futbolista guatemalteco que jugaba como defensa.

## Trayectoria
Empezó como jugador del Aurora de su ciudad en 1963, donde se mantuvo hasta 1974, año en que pasó a la Universidad de San Carlos y retirándose. Con Aurora, ganó varios títulos.

## Selección nacional
Jugó en la histórica selección de Guatemala que quedó en los cuartos de final de los Juegos Olímpicos de México 1968.

### Participaciones en Juegos Olímpicos
| Torneo                   | Sede   | Resultado        |
| ------------------------ | ------ | ---------------- |
| Juegos Olímpicos de 1968 | México | Cuartos de final |

## Palmarés

### Títulos nacionales
| Título                    | Equipo | País      | Año     |
| ------------------------- | ------ | --------- | ------- |
| Liga Nacional             | Aurora | Guatemala | 1964    |
| Liga Nacional             | Aurora | Guatemala | 1966    |
| Liga Nacional             | Aurora | Guatemala | 1967-68 |
| Copa Nacional             | Aurora | Guatemala | 1967-68 |
| Copa Campeón de Campeones | Aurora | Guatemala | 1968    |
| Copa Nacional             | Aurora | Guatemala | 1968-69 |